# Francesca Dotto
Francesca Dotto, född 1992 i Treviso, är en italiensk operasångare (mezzosopran).

## Biografi
Francesca Dotto har en examen i flöjt från Giovanni Battista Martini Konservatoriet  i Bologna 2006 och  specialiserade sig sedan på vokalstudier under Elisabetta Tandura med examen 2011. 
Under säsongen 2010–2011 debuterade hon som Musetta i La Bohème vid Teatro La Fenice i Venedig och deltog även som finalist i Competition Voci Verdiane i Busseto. Hon tilldelades andra priset på den internationella tävlingen Maria Callas i Verona. 
Hon medverkade i rollen som Violetta i Sofia Coppolas version av La Traviata inspelad på operan i Rom 2015. 